# Ineke Akkerman
Ineke Akkerman (4 juni 1957) is een voormalig Nederlands softballer.
Akkerman was een linkshandige buitenvelder die vaak als midvelder werd opgesteld. Ze kwam uit voor het eerste damesteam van Terrasvogels uit Santpoort-Zuid in de Nederlandse hoofdklasse. Ze was tevens international van het Nederlands damessoftbalteam waarvoor ze tussen 1978 en 1984 uitkwam.